# 미국 알래스카 사령부
알래스카 사령부(Alaskan Command ("ALCOM"))는 알래스카주 앵커리지 엘먼도프-리처드슨 합동 기지에 본부를 두고 있는 미국 북부사령부 예하 통합전투사령부이다.
사령부는 약 22,000명의 육/해/공군의 장병들과 해병대, 4,700명의 방위군과 예비군들로 구성되어 있다. 알래스카의 해역은 해안경비대 제17해양경비지구에서 맡고 있다. 알래스카 사령부의 사령관은 옛 알래스카 항공사령부, 지금의 제11공군 사령관이 겸직하고 있다.
알래스카 사령부의 표어는 두 가지가 있다.
- Keystone of North→북방의 중추 - 1947년 1월 1일, 재정
- Guardians of North→북방의 수호자들 -1989년 7월 7일, 재정

## 역사

### 통합전투사령부의 설립
1947년 1월 1일, 합동참모본부는 제2차 세계 대전의 경험을 바탕으로 얻은 교훈을 토대로 군종 간의 합동성의 필요성을 느꼈다. 통합사령부 계획을 알래스카 사령부를 설립하였다. 육군의 알래스카 육군(이때의 알래스카 육군은 "USARAL"로 구분함), 공군의 알래스카 항공사령부(AAC), 해군의 알래스카 영해대(Alaskan Sea Frontier)를 산하조직으로 지정하였다.
1956년 2월 1일에 눈쌓인 산위에 서있는 북극곰이 그려진 앰블럼을 받았다.

### JTF 알래스카
1971년부터 주월 미군의 베트남 전쟁 철수에 따라 군대 축소가 진행되면서 알래스카 주둔군 또한 영향을 받았다. 같은 해에 해군 알래스카 영해대, 1974년에는 알래스카 육군, 뒤이어 1975년 6월 30일, 사령부를 해산하고, 다음 날 7월 1일에 합동태스크포스 알래스카(Joint Task Force Alaska (JTF-AK))로 대채되었다. 하지만, 대척없이 축소되었기 때문에 제대로 기능하지 못했고, 문제를 해결하기 위해 1989년 7월 7일, 태평양 사령부 예하 통합전투사령부로서 재설립되었다.

### 재설립
1990년 8월 9일, 알래스카 항공사령부가 제11공군으로 재편성되었다.
2014년 10월 말, 알래스카 사령부의 관할 통제권이 태평양 사령부로부터 북부사령부로 넘어갔다.
2022년 6월 6일, 미국 알래스카 육군이 제11공수사단으로 재편성되었다.

## 예하사령부

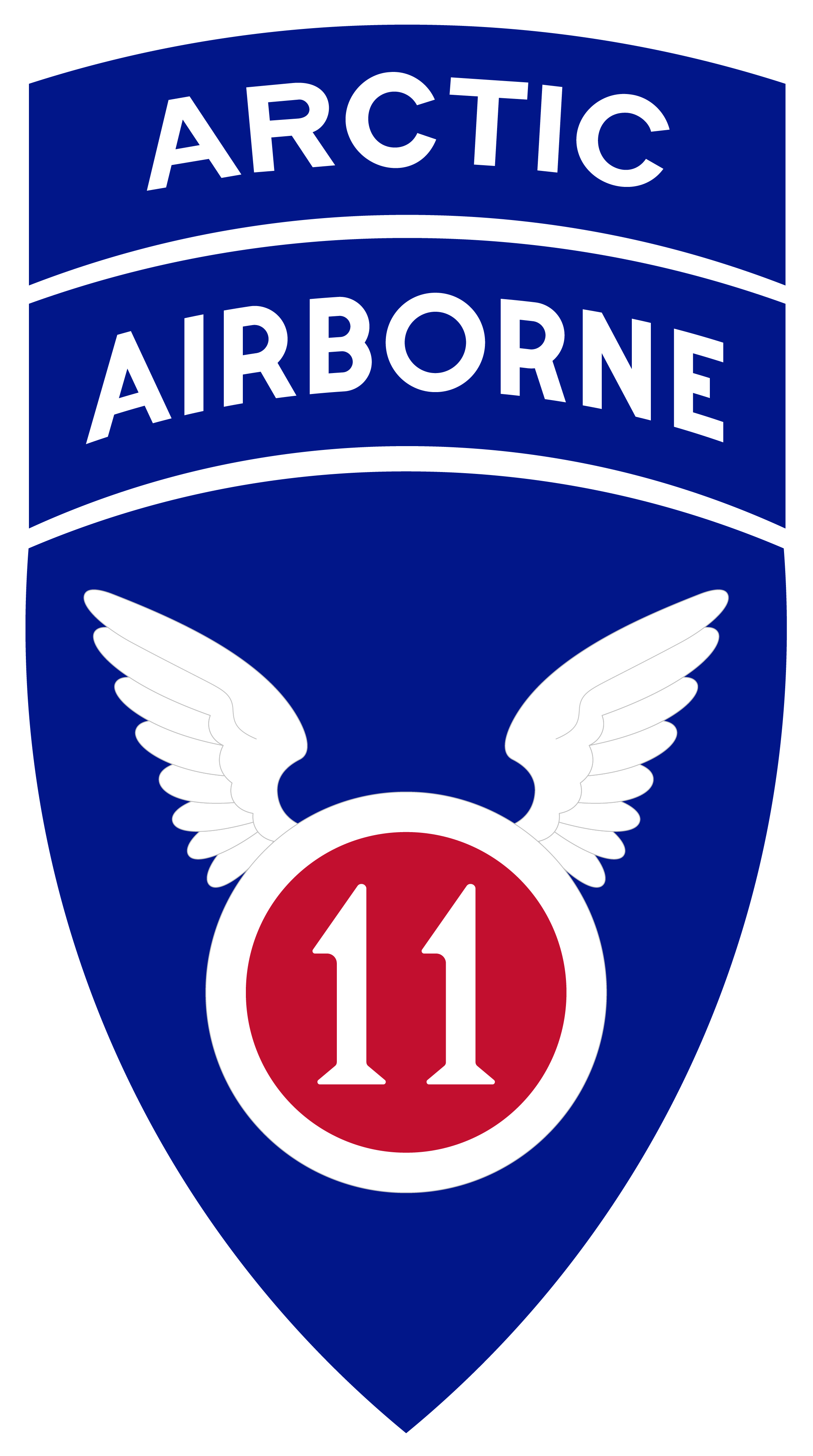
제11공수사단
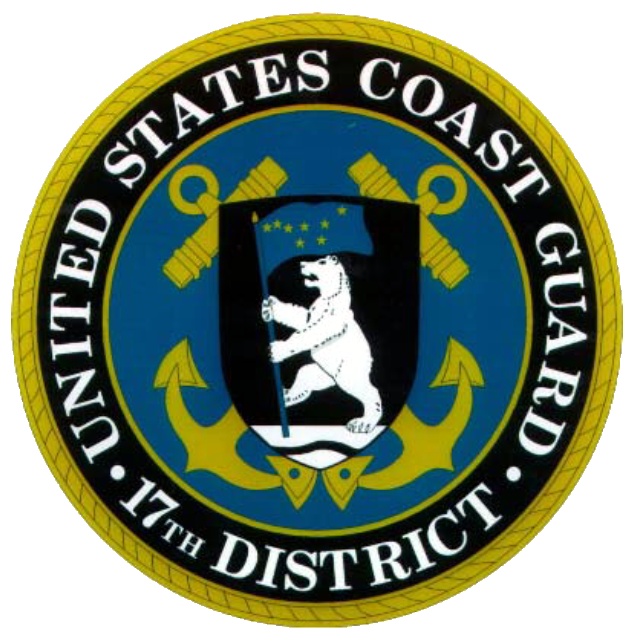
미국 해안경비대 제17지역대
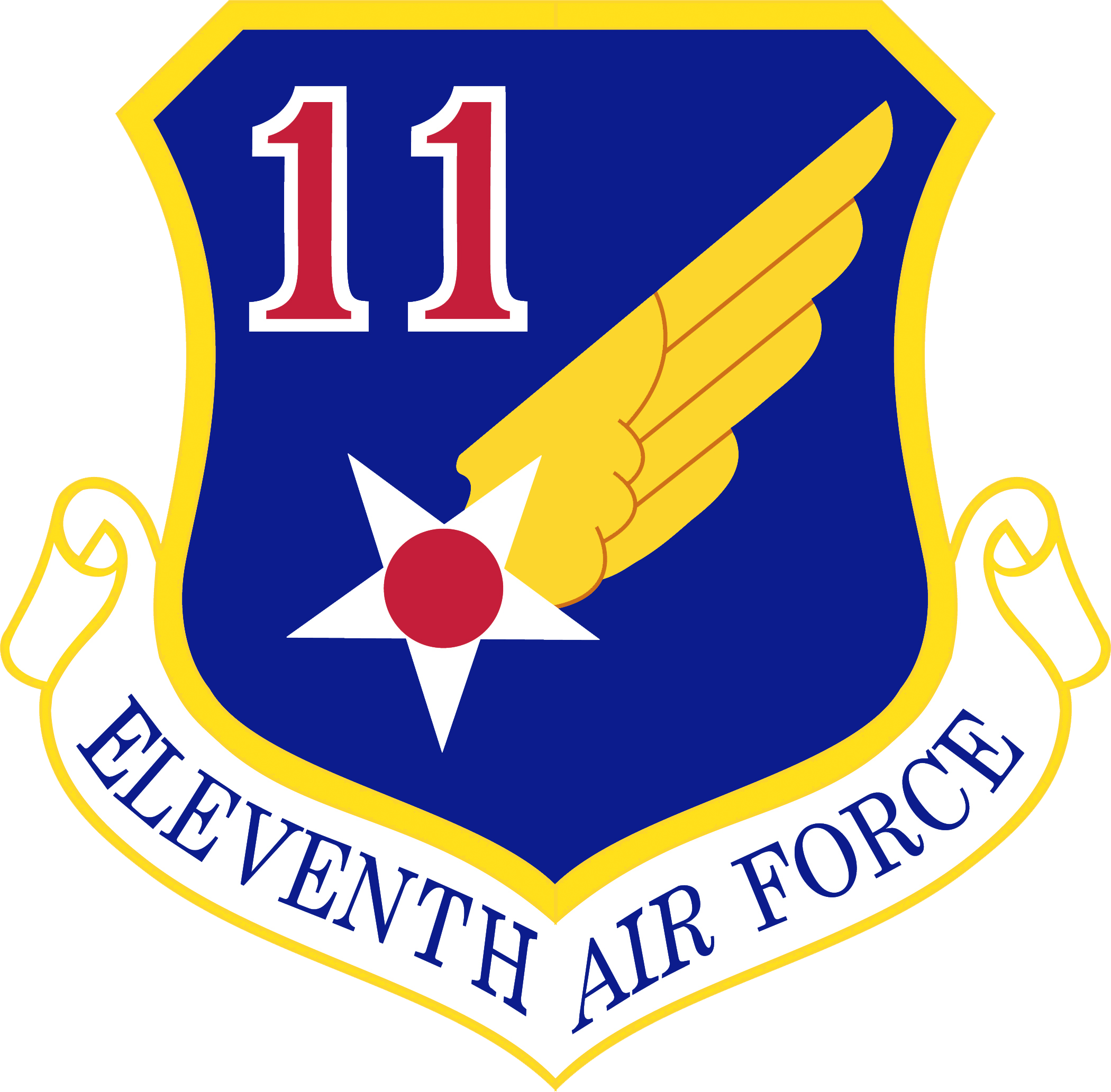
제11공군

## 프로그램
- 노턴 엣지 연습, 2년 주기의 합동훈련.

## 역대 사령관
| #  | 사진 | 성명                                                 | 취임일      | 이임일      |
| -- | ---- | ---------------------------------------------------- | ----------- | ----------- |
| 1  |      | 소장 Howard A. Craig 하워드 A. 크레이그              | 1947년 1월  | 1947년 10월 |
| 2  |      | 중장 Nathan F. Twining 네이션 F. 트위닝              | 1947년 10월 | 1950년 7월  |
| 3  |      | 중장 William E. Kepner 윌리엄 E. 케프너              | 1950년 7월  | 1953년 3월  |
| 4  |      | 중장 Joseph H. Atkinson 조지프 H. 엣킨슨             | 1953년 3월  | 1956년 9월  |
| 5  |      | 중장 Frank A. Armstrong, Jr. 프랭크 A. 암스트롱, Jr. | 956년 9월   | 1961년 7월  |
| 6  |      | 중장 George W. Mundy 조지 W. 문디                    | 1961년 8월  | 1963년 7월  |
| 7  |      | 대장 Raymond J. Reeves 레이몬드 J. 리브스            | 1963년 8월  | 1966년 7월  |
| 8  |      | 중장 Glen R. Birchard 글렌 R. 버차드                 | 1966년 7월  | 1967년 6월  |
| 9  |      | 소장 Robert A. Breitweiser 로버트 A. 브릿와이저      | 1967년 6월  | 1969년 7월  |
| 10 |      | 중장 Robert G. Ruegg 로버트 G. 루에그                | 1969년 8월  | 1972년 8월  |
| 11 |      | 중장 James C. Sherrill 제임스 C. 세릴                | 1972년 8월  | 1974년 8월  |
| 12 |      | 중장 James E. Hill 제임스 E. 힐                      | 1974년 8월  | 1975년 7월  |

| # | 사진 | 성명                                              | 취임일      | 이임일      |
| - | ---- | ------------------------------------------------- | ----------- | ----------- |
| 1 |      | 중장 James E. Hill 제임스 E. 힐                   | 1975년 7월  | 1976년 10월 |
| 2 |      | 중장 Marion L. Boswell 마리온 L. 보스웰           | 1976년 10월 | 1978년 6월  |
| 3 |      | 중장 Winfield W. Scott, Jr. 윈필드 W. 스코트, Jr. | 1978 6월    | 1981년 3월  |
| 4 |      | 중장 Lynwood E. Clark 린우드 E. 클라크            | 1981년 3월  | 1983년 8월  |
| 5 |      | 중장 Bruce K. Brown 브루스 K. 브라운              | 1983년 8월  | 1985년 9월  |
| 6 |      | 중장 David L. Nichols 데이비드 L. 니콜스          | 1985년 9월  | 1988년 5월  |
| 7 |      | 중장 Thomas G. McInerney 토머스 G. 맥클러니       | 1988년 5월  | 1989년 7월  |

| #  | 사진 | 성명                                         | 취임일      | 이임일      |
| -- | ---- | -------------------------------------------- | ----------- | ----------- |
| 1  |      | 중장 Thomas G. McInerney 토머스 G. 맥클러니  | 1989년 7월  | 1992년 7월  |
| 2  |      | 중장 Joseph W. Ralston 조지프 W. 랄스턴      | 1992년 7월  | 1994년 7월  |
| 3  |      | 중장 Lawrence E. Boese 로렌스 E. 보에세      | 1994년 7월  | 1996년 8월  |
| 4  |      | 중장 Patrick K. Gamble 패트릭 K. 겜블        | 1996년 8월  | 1997년 12월 |
| 5  |      | 중장 David J. McCloud 데이비트 J. 맥클라우드 | 1997년 12월 | 1998년 7월  |
| 6  |      | 중장 Thomas R. Case 토머스 R. 케이스         | 1998년 10월 | 2000년 9월  |
| 7  |      | 중장Norton A. Schwartz 노턴 A. 슈워츠        | 2000년 9월  | 2002년 9월  |
| 8  |      | 중장 Carrol H. Chandler 캐롤 H. 챈들러       | 2002년 9월  | 2005년 10월 |
| 9  |      | 중장 Douglas M. Fraser 더글러스 M. 프라이저  | 2005년 10월 | 2008년 5월  |
| 10 |      | 중장 Dana T. Atkins 다나 T. 앗킨스           | 2008년 5월  | 2011년 11월 |
| 11 |      | 중장 Stephen L. Hoog 스테판 L. 후그          | 2011년 11월 | 2013년 8월  |
| 12 |      | 중장 Russell J. Handy 러셀 J. 핸디           | 2013년 8월  | 2016년 8월  |
| 13 |      | 중장 Kenneth S. Wilsbach 케네스 윌즈바흐     | 2016년 8월  | 2018년 8월  |
| 14 |      | 중장 Thomas A. Bussiere 토머스 A. 부시에     | 2018년 8월  | 임기중      |

## 기록

### 소속
- 서부방위사령부, 1941년 2월 4일
- 전쟁부, 1943년 10월 31일
- 국방부, 1947년 1월 1일
- 미국 태평양 사령부, 1989년 7월 7일
- 미국 북부사령부, 2014년 11월 1일

### 계보
- 1941년 2월 4일, Alaskan Defense Command→알래스카 방위사령부
- 1943년 10월 31일, Alaskan Department→알래스카 지부
- 1947년 1월 1일, Alaskan Command→알래스카 사령부

## 참고

### 인용
1. ↑  “Factsheets : Alaskan Command Lineage and Emblem”. 엘먼도프-리처드슨 합동 기지 공사 사무소. 2013년 9월 26일에 원본 문서에서 보존된 문서. 2013년 9월 27일에 확인함.
2. ↑  “NORTHCOM assumes oversight of Alaskan Command”. 2014년 10월 29일. 2016년 6월 14일에 확인함.
3. ↑  “Alaskan Command joins U.S. Northern Command”. 2014년 11월 3일. 2016년 6월 14일에 확인함.
4. 1 2 3  “Fact Sheet: Commanders, Alaskan Command” (영어). JBER Public Affairs. 2013년 10월 4일. 2022년 10월 7일에 원본 문서에서 보존된 문서. 2016년 6월 14일에 확인함.

### 자료
- “Factsheets : Alaskan Command”. 엘먼도프-리처드슨 합동 기지 공사 사무소. 2013년 9월 26일에 원본 문서에서 보존된 문서. 2013년 9월 27일에 확인함.
- “Alaskan Command”. globalsecurity.org. 2013년 9월 27일에 확인함.